# Детлеф Кранкенгаген
Детлеф Кранкенгаген (нім. Detlev Krankenhagen; 3 липня 1917, Данциг — 29 травня 1944, Атлантичний океан) — німецький офіцер-підводник, капітан-лейтенант крігсмаріне. Кавалер Німецького хреста в золоті.

## Біографія
3 квітня 1936 року вступив на флот. З грудня 1938 року — 3-й вахтовий офіцер на есмінці «Бернд фон Арнім». Після загибелі есмінця 13 квітня 1940 року служив у морському полку «Бергер». З вересня 1940 року — вахтовий офіцер в 2-й флотилії мінних тральшиків. З березня 1941 року — командир тральщика M12 з 2-ї флотилії. В липні-листопаді 1942 року пройшов курс підводника, з листопада 1942 по травень 1943 року — курс командира підводного човна. З 14 липня 1943 року — командир U-549, на якому здійснив 2 походи (разом 92 днів у морі). 29 травня 1944 року U-549 був потоплений в Північній Атлантиці південно-західніше Мадейри (31°13′ пн. ш. 23°03′ зх. д.) глибинними бомбами ескортних міноносців «Юджин Ельмор» та «Аренс». Всі 57 членів екіпажу загинули.
Всього за час бойових дій потопив 1 і пошкодив ще 1 корабель.
| Дата           | Назва корабля                   | Тип                  | Тоннаж | Екіпаж | Загинули | Країна |
| -------------- | ------------------------------- | -------------------- | ------ | ------ | -------- | ------ |
| 29 травня 1944 | USS Block Island (CVE-21)       | Ескортний авіаносець | 9,393  | 863    | 10       | США    |
| 29 травня 1944 | USS Barr (DE-576) (пошкоджений) | Ескортний міноносець | 1,300  | 202    | 17       | США    |

## Звання
- Кандидат в офіцери (3 квітня 1936)
- Морський кадет (10 вересня 1936)
- Фенріх-цур-зее (1 травня 1937)
- Оберфенріх-цур-зее (1 липня 1938)
- Лейтенант-цур-зее (1 жовтня 1938)
- Оберлейтенант-цур-зее (1 жовтня 1940)
- Капітан-лейтенант (1 червня 1943)

## Нагороди
- Залізний хрест 2-го і 1-го класу
- Нагрудний знак мінних тральщиків
- Німецький хрест в золоті (6 червня 1942)[3]